# Aquila, Ticino
Aquila är en ort i kommunen Blenio i kantonen Ticino, Schweiz. 
Aquila var tidigare en egen kommun, men den 22 oktober 2006 bildade Aquila och fyra andra kommuner den nya kommunen Blenio.